# The Shooter
Pour les articles homonymes, voir Shooter.
Pour plus de détails, voir Fiche technique et Distribution.
The Shooter (parfois titré Hidden Assassin aux États-Unis) est un film multinational réalisé par Ted Kotcheff et sorti en 1995. Il met en scène Dolph Lundgren.

## Synopsis
Après avoir été amené à résoudre le meurtre d'un ambassadeur cubain, un agent de la CIA se retrouve mêlé à une complot politique.

## Fiche technique
- Titre original et français : The Shooter
- Titre québécois : Franc-tireur
- Réalisation : Ted Kotcheff
- Scénario : Billy Ray, Yves André Martin et Meg Thayer
- Photographie : Fernando Arguelles
- Montage : Ralph Brunjes
- Musique : Stefano Mainetti
- Production : Paul Pompian, Silvio Muraglia
- Sociétés de production : Conquistador Entertainment, Adelson-Baumgarten Productions, Muraglia/Sladek Filmworks, Newmarket Capital Group, Canal+, Arco Films, Etamp-Netto, Romivest, Transatlantic Films, Cine Grande Corporation, Etamp Film Praha, PolyGram Filmed Entertainment, Radio Pictures Artists, Transatlantic Films
- Distribution : Les Films Number One (France), PolyGram Filmed Entertainment (Royaume-Uni), Líder Films (Espagne)
- Pays de production :  Royaume-Uni,  France,  Espagne,  Tchéquie,  États-Unis
- Format : couleurs - 1,85:1 - Dolby - 35 mm
- Genre : thriller, action, drame
- Durée : 89 minutes (France ; États-Unis) ; 104 minutes (reste du monde)
- Dates de sortie[1] :
  - Tchéquie : juillet 1995 (festival de Karlovy Vary)
  - Royaume-Uni : 15 décembre 1995
  - France : 17 juillet 1996

## Distribution
- Dolph Lundgren (VF : Emmanuel Jacomy) : Michael Dane
- Maruschka Detmers (VF : elle-même) : Simone Rosset
- Assumpta Serna (VF : Déborah Perret) : Marta
- Gavan O'Herlihy (VF : Vincent Grass) : Dick Powell
- John Ashton (VF : Patrick Messe) : Alex Reed
- Simón Andreu : Alberto Torena
- Pablo Scola : Belgado
- Petr Drozda : Marcus

## Production
Le tournage a lieu à Prague et à Toronto.